# Martin Eden (2019)
Martin Eden is een Italiaans-Franse historische dramafilm uit 2019 onder regie van Pietro Marcello. Het is gebaseerd op de gelijknamige roman uit 1909 van de Amerikaanse auteur Jack London. De hoofdrollen worden vertolkt door Luca Marinelli, Carlo Cecchi en Jessica Cressy.

## Verhaal
Martin Eden is een zeiler en autodidact die tot de arme arbeidersklasse behoort. Op een dag wordt hij verliefd op Elena Orsini, die met haar familie deel uitmaakt van de rijkere middenklasse. Martin streeft een carrière als schrijver na, in de hoop om zo Elena's hart te veroveren. Onder invloed van de intellectueel Russ Brissenden belandt hij vervolgens in socialistische kringen, waardoor hij in conflict komt met de bourgeoisie waartoe Elena behoort.

## Rolverdeling
| Acteur            | Personage       |
| ----------------- | --------------- |
| Luca Marinelli    | Martin Eden     |
| Carlo Cecchi      | Russ Brissenden |
| Jessica Cressy    | Elena Orsini    |
| Vincenzo Nemolato | Nino            |
| Marco Leonardi    | Bernardo        |
| Denise Sardisco   | Margherita      |
| Carmen Pommella   | Maria           |
| Autilia Ranieri   | Giulia          |
| Savino Paparella  | Edmondo Peluso  |
| Elisabetta Valgoi | Matilde Orsini  |
| Pietro Ragusa     | Mr. Orsini      |
| Giustiniano Alpi  | Arturo Orsini   |

## Productie
Martin Eden, een verfilming van de gelijknamige en semi-autobiografische roman uit 1909 van de Amerikaanse schrijver Jack London, werd in 2017 aangekondigd als de tweede langspeelfilm van de Italiaanse documentairemaker Pietro Marcello. Het oorspronkelijke boek speelt zich af in het Californië van de vroege 20e eeuw. Voor de film werd de locatie veranderd in Napels. De film speelt zich ook niet af in een specifieke tijdsperiode, maar is eerder een samensmelting van verschillende tijdperiodes uit de 20e eeuw.
In mei 2018 gingen de opnames van start in Napels en raakte bekend dat Luca Marinelli gecast was als het titelpersonage.
De film ging op 2 september 2019 in première op het filmfestival van Venetië. Marinelli werd op het festival bekroond met de prijs voor beste acteur.

## Prijzen
| Jaar | Prijs / Festival       | Categorie                     | Genomineerde(n) | Uitslag     |
| ---- | ---------------------- | ----------------------------- | --------------- | ----------- |
| 2019 | Venetië (76ste editie) | Gouden Leeuw                  | Pietro Marcello | Genomineerd |
| 2019 | Venetië (76ste editie) | Coppa Volpi voor beste acteur | Luca Marinelli  | Gewonnen    |